# بوروبان
بوروبان (به انگلیسی: Booroorban) یک شهرک و منطقه مسکونی در استرالیا است که در نیو ساوت ولز واقع شده‌است.